# Myrmecocystus mexicanus
Espèce
Myrmecocystus mexicanus est une espèce de fourmis de la sous-famille des Formicinae. Comme les autres espèces du genre, ces fourmis possèdent des ouvrières capables de stocker de grandes quantités de miellat dans leurs gastres, faisant d'elles de véritables réservoirs vivants desquels leurs congénères se servent en nourriture. Cette particularité leur a valu le nom de fourmis pot-de-miel.